# Vasilij Alekseevič Perovskij
Vasilij Alekseevič Perovskij, in russo Василий Алексеевич Перовский? (Počep, 9 febbraio 1795 – Alupka, 8 dicembre 1857), è stato un militare russo. Fu generale di cavalleria, aiutante generale (attendente dello zar), governatore di Orenburg. Fu nominato conte nel 1855. A lui è dedicata un genere delle Lamiaceae, la Perovskia.

## Biografia
Pervoskij era figlio naturale del conte Aleksej Kirillovič Razumovskij e della sua amante, la popolana Marija Mikhajlovna Sobolevskaja. Era fratello di Aleksej Alekseevič Perovskii (1786-1836), scrittore meglio conosciuto con lo pseudonimo di Antonij Pogorelskij, del governatore Nikolaj Ivanovič Perovskij e di Lev Alekseevič Perovskij, ministro degli interni dal 1841 al 1852, durante il regno di Nicola I. Il cognome di Perovskij deriva dal villaggio di Perovo, dove il padre aveva delle proprietà terriere.
Nel 1811, dopo aver completato gli studi presso la facoltà di storia e filologia dell'Università di Mosca, Perovskij si arruolò nella cavalleria, al seguito dell'imperatore Alessandro I. Nel 1812 partecipò alla battaglia di Borodino, nella quale perse l'indice della mano sinistra. Durante la successiva ritirata verso Mosca fu fatto prigioniero dai francesi. Fu rilasciato solo nel 1814, alla caduta di Parigi. Nel 1828 fu gravemente ferito durante la guerra russo-turca.
Il 15 aprile 1833 Perovskij fu nominato governatore militare di Orenburg. Ebbe al suo comando Jan Prosper Witkiewicz, che riteneva conoscesse la regione del Kazakistan meglio di qualsiasi altro ufficiale, passato o presente. Nell'autunno del 1839 condusse una campagna contro il khanato di Khiva, per liberare gli schiavi (in parte russi) catturati lungo il mar Caspio dai Turkmeni, ma anche per tentare di estendere i confini dell'Impero russo in Asia centrale mentre l'Impero britannico era impegnato nella prima guerra anglo-afghana. Il corpo di spedizione di Perovskij era composto da 5200 soldati di fanteria, con 10000 cammelli. La campagna di Khiva, mal pianificata, dovette affrontare un inverno molto rigido e si concluse nel febbraio 1840 con la ritirata del corpo di spedizione russo. A maggio il corpo di spedizione raggiunse Orenburg dopo aver perso ultre 1000 uomini, soprattutto a causa del freddo e delle malattie.

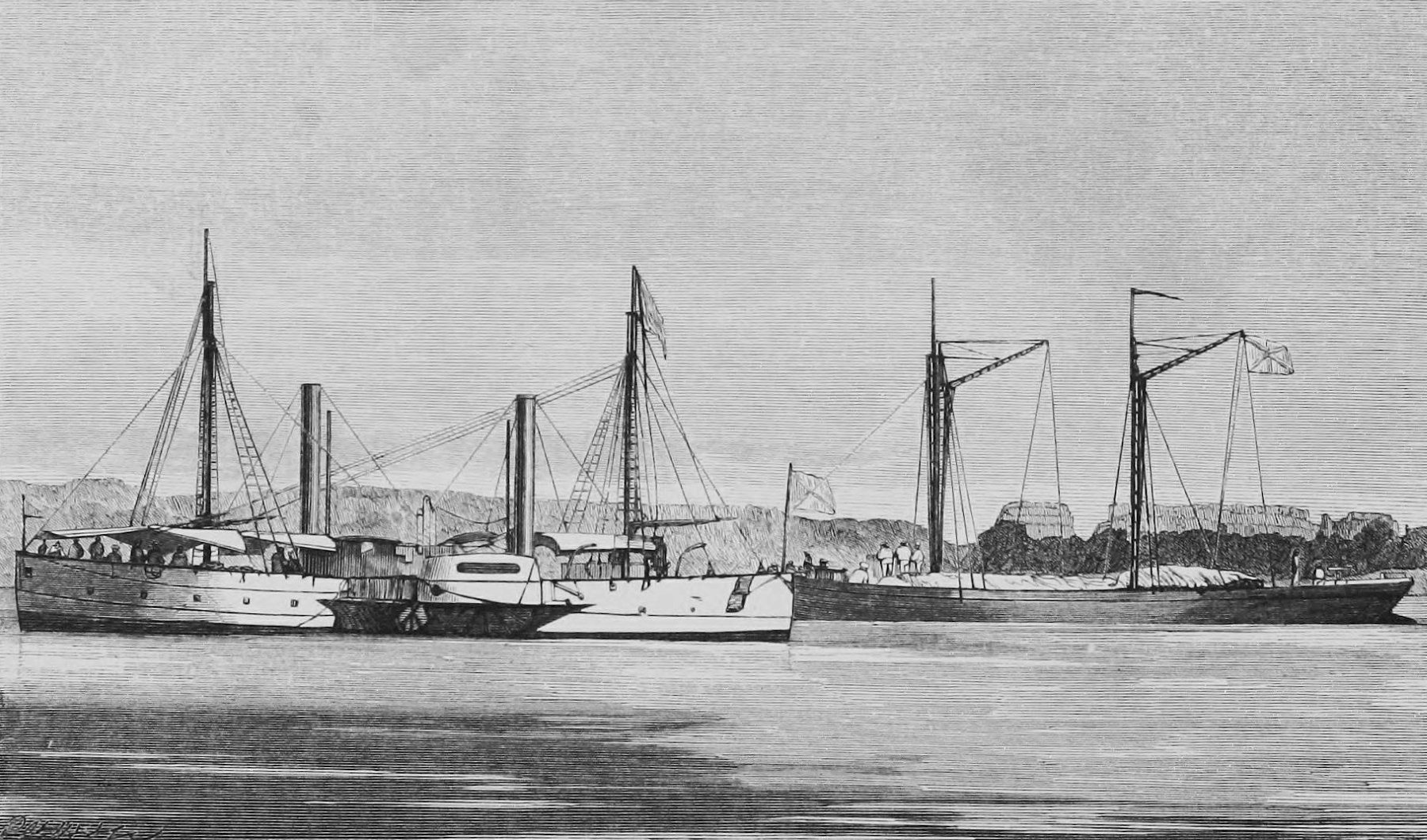
La flottiglia dell'Aral negli anni 1850. Uno dei piroscafi portava il nome di Perovskij

Il 7 maggio 1842 Perovskij lasciò la carica di governatore, ma fu richiamato nel 1851: il suo secondo mandato durò dal 20 marzo 1851 al 7 aprile 1857. Questa volta le sue campagne in Asia centrale contro i khanati di Khiva e di Kokand ebbero molto più successo. Fece costruire fortezze nella steppa, fino al mare d'Aral, dove stabilì la presenza di una flottiglia. Nel 1853 conquistò la fortezza di Ak-Mečet, nel khanato di Kokand, e nel 1854 firmò un trattato con il khan di Khiva. La fortezza di Ak-Mečet lasciò il posto a una città, chiamata in suo onore Perovsk, nome che portò fino al 1922.
Per i suoi successi fu elevato al titolo di conte nel 1855. Morì l'8 dicembre 1857 a Alupka e fu sepolto nel Monastero di San Giorgio, a Balaklava